# Ямаци
Ямаците (в буквален превод от османотурски език: помагачите) са помощни османски войски, особен вид войнуци, служещи и профилирани за охрана на тесни речни и морски пространства - проливи. 
Статутът на ямаците е приравнен с този на еничарите, макар техните войнски функции да са подобни на римските ауксилиарии.
Ямаците стават известни с построяването на двете османски крепости на Босфора - Анадолухисар и Румелихисар, благодарение на което се случва превземането на Константинопол. Последното събитие е почти общовъзприето в историографията за края на средновековието. То се случва на 29 май 1453 г. На 29 май 1807 г. първият султан-реформатор Селим III абдикира в резултат от бунт на ямаците.  В последвалите бурни събития бунта им потушен от Мустафа паша Байрактар. Селим III е съсечен от ямаците, обаче братовчед му Махмуд II успява да опази живота си от тях, спасявайки се на един от комините на Топкапъ. Ямашкият институт е ликвидиран, а реформите продължени, в резултат от което е ликвидиран целия еничарски корпус. Победата е ознаменувана с повсеместното налагане на феса, като задължителен атрибут от и на новата реформирана османска власт. Носенето на еничарска униформа е криминализирано от победителите и османски реформатори.
На 7 октомври 1912 г. в освободено Банско по време на Балканската война, Пейо Яворов се обръща към банскалии в родното място на автора на „История славянобългарска“, белязала началото на българското Възраждане, с думите: „Братя, хвърляйте фесовете, от днес сте вече свободни българи“. Фразата е изписана на паметна плоча в двора на църквата „Света Троица“.
Историческите източници документират ямаците с български имена. 